# Isleña Antumalen
Isleña Antumalen (nacida en Santiago de Chile, 1998) y criada desde los 15 años en la comunidad mapuche de Isla Huapi, es una cantante y rapera de Pop Latino. 
Fusiona el hip-hop y el soul con la cosmovisión huilliche y la música popular latinoamericana, escribiendo en español y mapudungún. Su carrera musical despegó tras su participación en el álbum colectivo "Ayekafe" (2021), impulsado por el Centro de Estudios Interculturales e Indígenas.

## Reseña biográfica
Isleña Antumalen, conocida por su fusión de rap contemporáneo con la cosmovisión mapuche, ha estado activa en la escena musical desde el año 2020. La música de Isleña Antumalen está profundamente influenciada por su herencia mapuche, combinando elementos tradicionales con géneros contemporáneos. Sus letras a menudo abordan temas de identidad, feminismo y lucha por los derechos de los pueblos indígenas, buscando empoderar a su audiencia y concienciar sobre diversos temas sociales. 
En 2022 compartió escenario con la artista chilena Ana Tijoux, además de haber realizado actuaciones en vivo y participado en eventos como el Encuentro Iberoamericano de Mujeres en la Industria Musical, el Festival Fluvial de Valdivia o el International Indigenous Summit Music de Canadá, realizando su primera gira norteamericana.
Entre los lanzamientos más importantes de Isleña Antumalen se encuentra "Ko", lanzada en noviembre de 2023 bajo el sello Everlasting Records. "Ñaña Descoloniza tu Belleza" es el tercer sencillo perteneciente a su álbum debut, anunciado por Isleña Antumalen, precedido por "Maki" y "Ko". Estos sencillos han cimentado su presencia en la escena musical chilena y han servido como adelantos para su esperado primer disco, que se encuentra en preparación bajo el sello Everlasting Records de España.